# Bretzwil
Bretzwil est une commune suisse du canton de Bâle-Campagne, située dans le district de Waldenburg.

## Histoire

Vue aérienne (1953)

Situé au pied du Jura, le village est cité pour la première fois en 1194 sous le nom de Braswilere. Fondé au VIIe par les Alamans, la commune appartient initialement à la famille Ramstein qui possède le château homonyme situé sur le territoire de la commune, aujourd'hui en ruines. Elle est vendue à Bâle en 1518, et rattaché alors au bailliage de Waldenburg en 1673.
Le déclin de la passementerie à domicile, à la fin du XIXe siècle, provoque le départ forcé de plusieurs habitants pour les villes de la vallée de la Birse et de Bâle. De nos jours, l'agriculture et l'élevage restent les principales sources de revenus locaux, alors que plus de 60 % de la population travaille à l'extérieur.

## Monuments

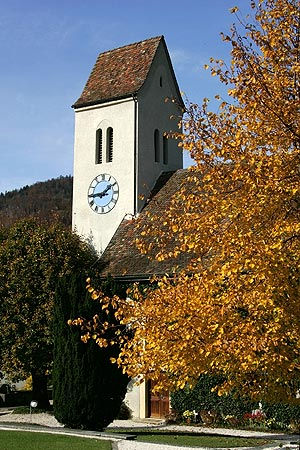
La chapelle du village.

La chapelle du village, dédiée à Notre-Dame, date de 1239. Elle fut un temple protestant, reconstruit en 1786 et rénové en 1953. Le village possède également un pont Isaak-Bowe-Brunnen, nommé en mémoire de l'un des chefs de la guerre des paysans de 1653.

## Sources
- (de) Cet article est partiellement ou en totalité issu de l’article de Wikipédia en allemand intitulé « Bretzwil » (voir la liste des auteurs).
- Albert Schnyder, « Bretzwil » dans le Dictionnaire historique de la Suisse en ligne, version du 11 février 2005.